# Ivar Virgin (1908–1980)
Gustav Ivar Virgin, född 12 december 1908 i Johannes församling, Stockholm, död 7 april 1980 i Ova församling, Götene, Skaraborgs län, var en svensk riksdagspolitiker m).
Virgin blev fänrik i flottan 1930, löjtnant 1934, tog avsked samma år och blev kapten i reserven 1943. År 1937 tog han lantmästarexamen och från 1938 ägde och brukade han egendomen Mariedal i Ova och Skälvums församlingar.
Virgin var riksdagsledamot 1960 till 1970 och högerns gruppledare i första kammaren 1964 till 1965 och 1969. Han var också ledamot i den nya enkammarriksdagen 1971–1976. Han var tredje vice talman 1971–1974 och andre vice talman 1974–1976.
Han invaldes 1978 som ledamot i Kungliga Krigsvetenskapsakademien.
Ivar Virgin var dotterson till Första kammarens talman Gustaf Sparre, son till överdirektör Ivar Virgin och bror till botanikern Hemming Virgin. Han ingick 1932 äktenskap med Elsa Swartling och var far till ekonomen och politikern Ivar Virgin och psykologen och politikern Louise Ricklander.
Ivar Virgin är begravd på Ova kyrkogård.

## Utmärkelser
- Kommendör av första klass av Nordstjärneorden, 6 juni 1974.[10]